# Edsilia Rombley
Edsilia Rombley vagy művésznevén Edsilia (Amszterdam, 1978. február 13. –) holland énekesnő. 
Als je iets kan doen című dalával 4 héten át vezette a holland slágerlistát 2005-ben.
Ő lesz a 2021-es Eurovíziós Dalfesztivál egyik műsorvezetője Rotterdamban.

## Eurovíziós Dalfesztivál
Ő képviselte Hollandiát az 1998-as és 2007-es Eurovíziós Dalfesztiválon.
1998-ban a 4. helyezést érte el, 150 ponttal. 2007-ben az  elődöntő 21. helyén végezte 38 ponttal, így nem jutotta tovább a döntőbe.

## Diszkográfia
- 1999: Edsilia (Singles: Walking on Water, 1998; Second Floor, 1999; Get Here, 1999)
- Singles: How Can You Say That, 2000; Never Gonna Give You Up, 2003
- 2004: Face to Face (Singles: Free Me, 2004)
- 2007: Meer dan ooit (Singles: Eén keer meer dan jij, Dan ben ik van jou, Nooit meer zonder jou & On Top of the World, Mijn verlangen vandaag, 2007)
- 2011: Uit mijn hart
- 2013: Sweet Soul Music (Metropole Orkesttal)
- 2014: The Piano Ballads – Volume 1
- 2018: The Piano Ballads – Volume 2

## Fordítás
Ez a szócikk részben vagy egészben  az   Edsilia Rombley című német Wikipédia-szócikk fordításán alapul.  Az eredeti cikk szerkesztőit annak laptörténete sorolja fel. Ez a jelzés csupán a megfogalmazás eredetét és a szerzői jogokat jelzi, nem szolgál a cikkben szereplő információk forrásmegjelöléseként.
| Előző Bar Refaeli, Erez Tal, Assi Azar és Lucy Ayoub (2019) | Az Eurovíziós Dalfesztivál házigazdája 2021 (Chantal Janzennel, Jan Smittel és Nikkie de Jagerrel közösen) | Következő Laura Pausini, Alessandro Cattelan és Mika (2022) |